# Korea Women League 1999
Die Korea Women League 1999 war die vierte Spielzeit der südkoreanischen Fußballliga der Frauen unter diesem Namen. Gespielt wurde in einem Hinrunden- und Rückrundenserie. 

## Teilnehmer
| Team                       | Stadt   | Vereinsart             |
| -------------------------- | ------- | ---------------------- |
| Ulsan-Gwahak-Universität   | Ulsan   | Universitätsmannschaft |
| Incheon Steel              | Incheon | Vereinsmannschaft      |
| Incheon Hebron FFC Mission | Incheon | Vereinsmannschaft      |
| Hanyang-Universität        | Seoul   | Universitätsmannschaft |
| Kyung-Hee-Universität      | Seoul   | Universitätsmannschaft |
| Halla-Universität          | Jeju    | Universitätsmannschaft |

## Hinrunde
Gespielt wurde auf dem Yuksa-Sportplatz. 

### Abschlusstabelle
| Pl. | Verein                     | Sp. | S | U | N | Tore    | Diff. | Punkte |
| --- | -------------------------- | --- | - | - | - | ------- | ----- | ------ |
| 1.  | Incheon Steel              | 3   | 3 | 0 | 0 | 020:400 | +16   | 09     |
| 2.  | Hanyang-Universität (M)    | 3   | 1 | 1 | 1 | 005:500 | ±0    | 04     |
| 3.  | Ulsan-Gwahak-Universität   | 3   | 0 | 2 | 1 | 003:500 | −2    | 02     |
| 4.  | Incheon Hebron FFC Mission | 3   | 0 | 1 | 2 | 003:170 | −14   | 01     |

| Zum 3. Spieltag: Meister der Korea Women League 1999-Hinrundenserie |

| Zum Saisonende 1998: |                     |
| (M)                  | Amtierender Meister |

## Rückrunde
Gespielt wurde im Hyochang-Stadion.

### Abschlusstabellen

#### Gruppe A
| Pl. | Verein                     | Sp. | S | U | N | Tore    | Diff. | Punkte |
| --- | -------------------------- | --- | - | - | - | ------- | ----- | ------ |
| 1.  | Incheon Steel (M)          | 2   | 2 | 0 | 0 | 009:300 | +6    | 06     |
| 2.  | Incheon Hebron FFC Mission | 2   | 1 | 0 | 1 | 002:600 | −4    | 03     |
| 3.  | Kyung-Hee-Universität      | 2   | 0 | 0 | 2 | 002:400 | −2    | 0      |

| Zum 2. Spieltag: Qualifikation zum Halbfinale |

| Zum Saisonende 1998: |                     |
| (M)                  | Amtierender Meister |

| 16. September 1999, 10:00 Uhr |     |                            |
| Incheon Steel                 | 6:1 | Incheon Hebron FFC Mission |
| 17. September 1999, 10:00 Uhr |     |                            |
| Incheon Hebron FFC Mission    | 1:0 | Kyung-Hee-Universität      |
| 18. September 1999, 10:00 Uhr |     |                            |
| Kyung-Hee-Universität         | 2:3 | Incheon Steel              |

#### Gruppe B
| Pl. | Verein                   | Sp. | S | U | N | Tore    | Diff. | Punkte |
| --- | ------------------------ | --- | - | - | - | ------- | ----- | ------ |
| 1.  | Ulsan-Gwahak-Universität | 2   | 2 | 0 | 0 | 005:100 | +4    | 06     |
| 2.  | Hanyang-Universität      | 2   | 1 | 0 | 1 | 006:300 | +3    | 03     |
| 3.  | Halla-Universität        | 2   | 0 | 0 | 2 | 001:800 | −7    | 0      |

| Zum 2. Spieltag: Qualifikation zum Halbfinale |

| 16. September 1999, 12:00 Uhr |     |                          |
| Hanyang-Universität           | 1:2 | Ulsan-Gwahak-Universität |
| 17. September 1999, 12:00 Uhr |     |                          |
| Ulsan-Gwahak-Universität      | 3:0 | Halla-Universität        |
| 18. September 1999, 14:00 Uhr |     |                          |
| Halla-Universität             | 1:5 | Hanyang-Universität      |

### K.O.-Runde

#### Halbfinale
Die Spiele des Halbfinales fanden am 20. September statt. Der Gewinner qualifizierte sich für das Finale.
|                          | Ergebnis |                            |
| ------------------------ | -------- | -------------------------- |
| Incheon Steel            | 5:0      | Hanyang-Universität        |
| Ulsan-Gwahak-Universität | 2:1      | Incheon Hebron FFC Mission |

#### Finale
Das Finale fand am 21. September statt. Der Gewinner wurde Rückrundenmeister.
|               | Ergebnis |                          |
| ------------- | -------- | ------------------------ |
| Incheon Steel | 1:0      | Ulsan-Gwahak-Universität |